# Аккум (Жанакорганский район)
Аккум (каз. Аққұм) — село в Жанакорганском районе Кызылординской области Казахстана. Входит в состав Кейденского сельского округа. Код КАТО — 434043200.

## Население
В 1999 году население села составляло 360 человек (175 мужчин и 185 женщин). По данным переписи 2009 года, в селе проживали 463 человека (228 мужчин и 235 женщин).